# Успение Богородично (Леуново)
Вижте пояснителната страница за други значения на Успение Богородично.
„Успение Богородично“ или „Света Богородица“ (на македонска литературна норма: „Успение Богородично“) е възрожденска църква в село Леуново, Северна Македония, част от Тетовско-Гостиварската епархия на Македонската православна църква – Охридска архиепископия.
Църквата е изградена в 1840 година. В църквата работят представители на дебърски майстори от рода Филипови.